# Wereldkampioenschappen floorball
Het IFF wereldkampioenschap floorball is een tweejaarlijks floorballevenement, georganiseerd door de Internationale Floorballfederatie (IFF). Het wereldkampioenschap voor mannen vindt ieder even jaar plaats. Het wereldkampioenschap voor vrouwen ieder oneven jaar, ook als hetzelfde jaar de Wereldspelen plaatsvinden.
Het eerste wereldkampioenschap voor mannen vond in 1996 plaats, voor vrouwen was dit 1997. Tot en met het wereldkampioenschap van 2008 en 2009 voor respectievelijk mannen en vrouwen was er een wereldkampioenschap voor A-landen, B-landen en C-landen op basis van sterkte.
Zweden is zowel bij de mannen als de vrouwen recordhouder van het aantal titels, en bij beide geslachten is Finland de op een na beste.
Naast het toernooi voor senioren is er ook nog een onder-19-toernooi voor zowel mannen als vrouwen. Dat mannentoernooi is in ieder oneven jaar, het vrouwentoernooi ieder even jaar. Het eerste wereldkampioenschap onder 19 werd gehouden in 2001 respectievelijk 2004.

## Opzet
Aan de eindronde doen zestien teams mee. Het organiserende land is automatisch geplaatst. De andere vijftien landen moeten zich via een kwalificatietoernooi plaatsen. Er zijn drie kwalificatietoernooien: voor landen uit Azië en Oceanië (4 landen die zich kwalificeren voor het WK), uit Amerika (1) en uit de EMEA (10). Deze worden gehouden aan het begin van het jaar dat het WK plaatsvindt, en de indeling vindt plaats op basis van de IFF-wereldranglijst.
Op het eindtoernooi worden de landen verdeeld over vier poules. Deze landen spelen één keer tegen elkaar. De landen die na afloop van alle wedstrijden in de poule eerste of tweede staan, gaan door naar de kwartfinale. Een knock-outsysteem volgt met één wedstrijd per ronde. Daarnaast spelen de teams die zich niet plaatsten voor de kwartfinale wedstrijden om de zestiende tot en met de negende plaats. Verliezers van de kwartfinale spelen om de achtste tot en met de vijfde plaats. Verliezers van de halve finale spelen nog een troostfinale.

## Overzicht

### Mannen
| Jaar | Datum finale | Plaats    |          | Finale   | Finale      | Finale      |          | Bronzen finale | Bronzen finale | Bronzen finale | Teams |
| Jaar | Datum finale | Plaats    | Kampioen | Score    | Runner-up   | 3e plaats   | Score    | 4e plaats      |                |                | Teams |
| 2026 |              | Tampere   |          |          |             |             |          |                | 16             |                |       |
| 2024 | 15 december  | Malmö     | Finland  | 5:4 (SD) | Zweden      | Tsjechië    | 8:2      | Letland        | 16             |                |       |
| 2022 | 13 november  | Zürich    | Zweden   | 9:3      | Tsjechië    | Finland     | 5:3      | Zwitserland    | 16             |                |       |
| 2021 | 11 december  | Helsinki  | Zweden   | 6:4      | Finland     | Tsjechië    | 4:3 (SD) | Zwitserland    | 16             |                |       |
| 2018 | 9 december   | Praag     | Finland  | 6:3      | Zweden      | Zwitserland | 4:2      | Tsjechië       | 16             |                |       |
| 2016 | 11 december  | Riga      | Finland  | 4:3 (p)  | Zweden      | Zwitserland | 8:5      | Tsjechië       | 16             |                |       |
| 2014 | 14 december  | Göteborg  | Zweden   | 3:2      | Finland     | Tsjechië    | 4:3      | Zwitserland    | 16             |                |       |
| 2012 | 9 december   | Zürich    | Zweden   | 11:5     | Finland     | Zwitserland | 8:0      | Duitsland      | 16             |                |       |
| 2010 | 11 december  | Helsinki  | Finland  | 6:2      | Zweden      | Tsjechië    | 9:3      | Zwitserland    | 16             |                |       |
| 2008 | 14 december  | Praag     | Finland  | 7:6 (SD) | Zweden      | Zwitserland | 5:4 (SD) | Tsjechië       | 10             |                |       |
| 2006 | 28 mei       | Stockholm | Zweden   | 7:6 (SD) | Finland     | Zwitserland | 9:4      | Tsjechië       | 10             |                |       |
| 2004 | 23 mei       | Zürich    | Zweden   | 6:4      | Tsjechië    | Finland     | 8:7 (p)  | Zwitserland    | 10             |                |       |
| 2002 | 25 mei       | Helsinki  | Zweden   | 6:4      | Finland     | Zwitserland | 4:3 (SD) | Tsjechië       | 8              |                |       |
| 2000 | 21 mei       | Oslo      | Zweden   | 5:3      | Finland     | Zwitserland | 4:2      | Denemarken     | 8              |                |       |
| 1998 | 30 mei       | Praag     | Zweden   | 10:3     | Zwitserland | Finland     | 4:1      | Denemarken     | 8              |                |       |
| 1996 | 18 mei       | Stockholm | Zweden   | 5:0      | Finland     | Noorwegen   | 6:2      | Tsjechië       | 12             |                |       |

### Vrouwen
| Jaar | Datum finale | Plaats        |             | Finale  | Finale      | Finale      |         | Bronzen finale | Bronzen finale | Bronzen finale | Teams |
| Jaar | Datum finale | Plaats        | Kampioen    | Score   | Runner-up   | 3e plaats   | Score   | 4e plaats      |                |                | Teams |
| 2025 | 14 december  | Brno          |             |         |             |             |         |                | 16             |                |       |
| 2023 | 10 december  | Singapore     | Zweden      | 6:4     | Finland     | Tsjechië    | 5:4     | Zwitserland    | 16             |                |       |
| 2021 | 5 december   | Uppsala       | Zweden      | 4:3     | Finland     | Zwitserland | 5:2     | Tsjechië       | 16             |                |       |
| 2019 | 15 december  | Neuchâtel     | Zweden      | 3:2 OT  | Zwitserland | Finland     | 5:4 OT  | Tsjechië       | 16             |                |       |
| 2017 | 9 december   | Bratislava    | Zweden      | 6:5 (p) | Finland     | Zwitserland | 3:2     | Tsjechië       | 16             |                |       |
| 2015 | 12 december  | Tampere       | Zweden      | 5:4 (p) | Finland     | Zwitserland | 5:4     | Tsjechië       | 16             |                |       |
| 2013 | 15 december  | Ostrava       | Zweden      | 5:1     | Finland     | Zwitserland | 4:3 OT  | Tsjechië       | 16             |                |       |
| 2011 | 11 december  | Sankt Gallen  | Zweden      | 4:2     | Finland     | Tsjechië    | 3:2     | Zwitserland    | 16             |                |       |
| 2009 | 12 december  | Västerås      | Zweden      | 6:2     | Zwitserland | Finland     | 3:1     | Tsjechië       | 10             |                |       |
| 2007 | 19 mei       | Frederikshavn | Zweden      | 7:3     | Finland     | Zwitserland | 7:1     | Letland        | 10             |                |       |
| 2005 | 5 juni       | Singapore     | Zwitserland | 4:3     | Finland     | Zweden      | 15:1    | Noorwegen      | 8              |                |       |
| 2003 | 24 mei       | Bern          | Zweden      | 8:1     | Zwitserland | Finland     | 4:2     | Noorwegen      | 8              |                |       |
| 2001 | 27 mei       | Riga          | Finland     | 2:0     | Zweden      | Noorwegen   | 4:3     | Zwitserland    | 8              |                |       |
| 1999 | 15 mei       | Borlänge      | Finland     | 3:1     | Zwitserland | Zweden      | 5:1     | Noorwegen      | 8              |                |       |
| 1997 | 10 mei       | Mariehamn     | Zweden      | 4:2     | Finland     | Noorwegen   | 4:3 (p) | Zwitserland    | 10             |                |       |

## België op het WK
| Jaar | Divisie  | Resultaat | Plaats   |
| 2004 | C-landen | 26e       | Zürich   |
| 2002 | B-landen | 23e       | Helsinki |

## Nederland op het WK
| Jaar | Divisie  | Resultaat | Plaats    |
| 2008 | B-landen | 19e       | Praag     |
| 2006 | B-landen | 13e       | Stockholm |
| 2004 | B-landen | 14e       | Zürich    |
| 2002 | B-landen | 19e       | Helsinki  |